# Transferaza
U biohemiji, transferaza je enzim koji katalizuje transfer funkcionalne grupe (npr., metil ili fosfatne grupe) sa jednog molekula (koji se naziva donor) na drugi (akceptor). Na primer, enzim koji katalizuje ovu reakciju je transferaza:
U ovom primeru, A je donor, a B je akceptor. Donor je često koenzim.

## Nomenklatura
Sistemska imena transferaza se formiraju po šablonu "donor:akceptor grupa transferaza." Međutim, druga imena su uobičajena. Ćesto se imana transferaza formiraju kao „akceptor grupa transferaza“ ili „donor grupa transferaza“. Na primer, DNK metiltransferaza je transferaza koja katalizuje transfer metil grupe na DNK akceptor.

## Klasifikacija
Transferaze se klasifikuju kao EC 2 u sistemu EC brojeva. Transferaze se mogu dalje klasifikovati u devet potklasa:
- EC 2.1 obuhvata enzime koji prenose grupe sa jednim ugljenikom (metiltransferaza)
- EC 2.2 obuhvata enzime koji prenose aldehidne ili ketonske grupe
- EC 2.3 obuhvata aciltransferaze
- EC 2.4 obuhvata glikoziltransferaze
- EC 2.5 obuhvata enzime koji prenose alkil ili aril grupe, osim metil grupa
- EC 2.6 obuhvata enzime koji prenose azotne grupe (transaminaza)
- EC 2.7 obuhvata enzime koji prenose grupe koje sadrže fosfor (fosfotransferaza, među kojima je polimeraza i kinaza)
- EC 2.8 obuhvata enzime koji prenose grupe koje sadrže sumpor (sumportransferaza i sulfortransferaza)
- EC 2.9 obuhvata enzime koji prenose grupe koje sadrže selen

## Literatura
- Nicholas C. Price; Lewis Stevens (1999). Fundamentals of Enzymology: The Cell and Molecular Biology of Catalytic Proteins (Third изд.). USA: Oxford University Press. ISBN 019850229X.
- Eric J. Toone (2006). Advances in Enzymology and Related Areas of Molecular Biology, Protein Evolution (Volume 75 изд.). Wiley-Interscience. ISBN 0471205036.
- Branden C; Tooze J. Introduction to Protein Structure. New York, NY: Garland Publishing. ISBN 0-8153-2305-0.
- Irwin H. Segel. Enzyme Kinetics: Behavior and Analysis of Rapid Equilibrium and Steady-State Enzyme Systems (Book 44 изд.). Wiley Classics Library. ISBN 0471303097.
- William P. Jencks (1987). Catalysis in Chemistry and Enzymology. Dover Publications. ISBN 0486654605.